# Анежка Пржемисловна
Анежка Пржемисловна (чеськ. Anežka Přemyslovna, пол. Agnieszka Przemyślidka; нар. 15 червня 1305 — пом. 1337), також Агнеса Богемська — чеська принцеса, єдина дочка (і дитина) короля Чехії Вацлава II і його другої дружини Ельжбети Рикси.

## Біографія
Від попереднього шлюбу її батька з Юдитою Габсбурзькою народилося четверо дітей, що вижили: Вацлав III Богемський, Анна Богемська, Єлизавета Богемська і Маргарита Богемська. Вацлав II помер в 1305 році, а його спадкоємець Вацлав III був убитий рік по тому, в Оломоуці, по дорозі до Польщі. 
Мати Анежки, Ельжбета, згодом вийшла заміж за Рудольфа III, сина Альбрехта I 16 жовтня 1306 року.
Рудольф був обраний частиною чеської знаті королем Богемії, а Ельжбета на короткий час залишилася королевою. Рудольф помер 4 липня 1307 року від дизентерії, захворівши під час облоги фортеці одного з повсталих дворян, Бавора III з Страконіц. У своїй останній волі Рудольф визнав додані Ельжбетою міста і виділив їй величезну суму грошей.
Ельжбета влаштувала так, що Анежка вийшла заміж за Генріха I Яворського. Весілля відбулося в 1316 році, однак, оскільки обидва були пов'язані четвертим ступенем спорідненості, потрібна була диспенсація. Вона була дарована в 1325 році. Шурин Аґнеси, король Ян I Сліпий, виступив проти цього шлюбу, який зробив би Генріха могутнім суперником, поряд з Болеславом III, чоловіком Маргарити Богемської, зведеної сестри Аґнеси.
Незабаром після весілля і за згодою Ельжбети Генріх I відправився зі своїми військами в місто її приданого, Градець-Кралове в Північній Богемії, де організував експедиції для підтримки повстанців проти короля Йоганна I. У Анежки була тільки одна вагітність, яка закінчилася викиднем в першому триместрі, коли вона скакала зі своїм конем по пагорбу. 
Через цей нещасний випадок вона пролежала в ліжку багато місяців. 
Анежка померла в 1337 році, всього через два роки після своєї матері і за дев'ять років до свого чоловіка.